# هیبی
هیبی (به سوئدی: Heby) یک منطقهٔ مسکونی در سوئد است که در بخش هیبی واقع شده‌است. هیبی ۳٫۵۴ کیلومتر مربع مساحت و ۲٬۵۵۰ نفر جمعیت دارد.